# Condado de Harrison (Misuri)
El condado de Harrison (en inglés: Harrison County), fundado en 1845, es uno de 114 condados del estado estadounidense de Misuri. En el año 2008, el condado tenía una población de 21,997 habitantes y una densidad poblacional de 12 personas por km². La sede del condado es Bethany. El condado recibe su nombre en honor al Congresista Albert G. Harrison.

## Geografía
Según la Oficina del Censo, el condado tiene un área total de 1880 km² (725,9 mi²), de la cual 2 km² (0,8 mi²) es tierra y 78 km² (30,1 mi²) (0.18%) es agua.

### Condados adyacentes
- Condado de Ringgold, Iowa (norte)
- Condado de Decatur, Iowa (noreste)
- Condado de Mercer (este)
- Condado de Grundy (sureste)
- Condado de Daviess (sur)
- condado de Gentry (suroeste)
- Condado de Worth (noroeste)

## Demografía
Según la Oficina del Censo en 2000, los ingresos medios por hogar en el condado eran de $28,707, y los ingresos medios por familia eran $34,298. Los hombres tenían unos ingresos medios de $23,933 frente a los $17,188 para las mujeres. La renta per cápita para el condado era de $14,192. Alrededor del 13.50% de la población estaban por debajo del umbral de pobreza.

## Transporte

### Carreteras principales
- Interestatal 35
- U.S. Route 69
- U.S. Route 136
- Ruta de Misuri 13
- Ruta de Misuri 46
- Ruta de Misuri 146

## Localidades
| - Bethany - Blythedale | - Cainsville - Eagleville | - Gilman City - Hatfield | - Martinsville - Mount Moriah | - New Hampton - Ridgeway |

### Municipio
| - Municipio de Adams - Municipio de Bethany - Municipio de Butler - Municipio de Clay - Municipio de Colfax | - Municipio de Cypress - Municipio de Dallas - Municipio de Fox Creek - Municipio de Grant - Municipio de Hamilton | - Municipio de Jefferson - Municipio de Lincoln - Municipio de Madison - Municipio de Marion - Municipio de Sherman | - Municipio de Sugar Creek - Municipio de Trail Creek - Municipio de Union - Municipio de Washington - Municipio de White Oak |